# Marcin Tybura
Marcin Tybura, né le 9 novembre 1985 à Uniejów dans la voïvodie de Łódź, est un pratiquant polonais d'arts martiaux mixtes (MMA). Il combat actuellement dans la division des poids lourds de l'Ultimate Fighting Championship.

## Carrière dans les arts martiaux mixtes

### Parcours au sein du M-1 Global (2013-2015)
Marcin Tybura fait une entrée remarquée dans la fédération russe du M-1 Global (en) en remportant l'édition 2013 du tournoi Grand prix.
L'an suivant, il capture le titre des poids lourds en soumettant Damian Grabowski (en) au 1er round. Il défend son titre avec succès à deux reprises, contre l'Estonien Denis Smoldarev et contre le Croate Ante Delija,, lequel perd par KO technique en se cassant la jambe au cours du 1er round.

### Parcours au sein de l'Ultimate Fighting Championship (2016-)
Marcin Tybura rejoint l'UFC en 2016. Il dispute son premier combat dans la fédération américaine le 10 avril 2016, qu'il perd par décision unanime contre Timothy Johnson (en). Il remporte son premier combat à l'UFC le 6 août suivant contre le Tchèque Viktor Pešta (en) par KO d'un coup de pied à la tête.
Le 4 mars 2017, lors de l'UFC 209, il bat le Brésilien Luis Henrique (en) par KO technique au 3e round.
Le 17 juin 2017, il vainc l'ancien champion des poids lourds de l'organisation Andrei Arlovski via décision unanime.
Le 19 novembre suivant, lors de son premier combat en tête d'affiche d'un gala de l'UFC, le Polonais s'incline par décision unanime face à Fabricio Werdum, lui aussi ancien champion de la division.
Le 18 février 2018, il perd contre Derrick Lewis par KO au 3e round après qu'un crochet du poing droit l'ait envoyé au sol.
Le 22 juillet de la même année, il s'impose face au vétéran Stefan Struve par décision unanime.
Le 20 avril 2019, à Saint-Pétersbourg, Tybura perd contre le Russe Shamil Abdurakhimov (en) par KO technique.
Le 14 septembre 2019, il s'incline contre Augusto Sakai (en) par KO au 1er round après que le Brésilien lui ait asséné un enchaînement de droites en position de clinch.
Il rebondit le 29 février 2020 en vainquant le Moldave Serghei Spivac via décision unanime.
Le 11 juillet 2020, il vainc Maxim Grishin (en) via décision unanime au terme d'une performance dominante.
Trois mois plus tard, le 10 octobre 2020, il vainc Ben Rothwell (en) via décision unanime.
Le 19 décembre 2020, il s'impose contre Greg Hardy par KO technique en le rouant de coups de poing après un takedown au cours du 2e round, remportant ainsi son 4e combat de l'année 2020, ainsi qu'un bonus de Performance de la soirée.
Le 5 juin 2021, le Polonais décroche une nouvelle victoire par KO technique contre Walt Harris (en), lui valant un nouveau bonus de Performance de la soirée.
Le 30 octobre 2021, lors de l'UFC 267, Tybura est tenu en échec par le Russe Alexander Volkov (en), mettant un terme à sa série de victoires.
Le 20 août 2022, lors de l'UFC 278, il vainc le Moldave Alexander Romanov (en), alors invaincu en 16 combats, via décision majoritaire, un des juges ayant délivré un score nul.
Le 4 février 2023, il défait Blagoy Ivanov via décision unanime.
Le 22 juillet suivant, il s'incline à Londres face à l'Anglais Tom Aspinall par KO technique au 1er round.
Le 16 mars 2024, il soumet Tai Tuivasa au cours du 1er round.
Le 10 août suivant, Tybura fait une nouvelle fois face à Serghei Spivac, qu'il a battu 4 ans plus tôt. Le soir du combat, il s'incline via soumission par clé de bras au 1er round.
Quatre mois plus tard, lors de l'UFC 309 le 17 décembre 2024, il s'impose contre le Brésilien Jhonata Diniz (en) par KO technique via arrêt du médecin à la fin du 2e round, après une série de coups de coude et de coups de poing au sol portée par Tybura à la fin du dit round.

## Palmarès en arts martiaux mixtes
| 35 combats     | 26 victoires | 9 défaites |
| Par KO         | 10           | 5          |
| Par soumission | 7            | 1          |
| Sur décision   | 9            | 3          |

| Résultat | Record | Adversaire            | Méthode                                     | Événement                                 | Date              | Round | Temps | Lieu                                      | Notes                                             |
| -------- | ------ | --------------------- | ------------------------------------------- | ----------------------------------------- | ----------------- | ----- | ----- | ----------------------------------------- | ------------------------------------------------- |
| Victoire | 26-9   | Jhonata Diniz         | TKO (arrêt du médecin)                      | UFC 309: Jones vs. Miocic                 | 17 décembre 2024  | 2     | 5:00  | New York, États-Unis                      |                                                   |
| Défaite  | 25–9   | Serghei Spivac        | Soumission (clé de bras)                    | UFC on ESPN: Tybura vs. Spivac II         | 10 août 2024      | 1     | 1:44  | Las Vegas, Nevada, États-Unis             |                                                   |
| Victoire | 25–8   | Tai Tuivasa           | Soumission technique (étranglement arrière) | UFC Fight Night: Tuivasa vs. Tybura       | 16 mars 2024      | 1     | 4:08  | Las Vegas, Nevada, États-Unis             | Performance de la soirée.                         |
| Défaite  | 24–8   | Tom Aspinall          | KO (coups de poing)                         | UFC Fight Night: Aspinall vs. Tybura      | 22 juillet 2023   | 1     | 1:13  | Londres, Angleterre, Royaume-Uni          |                                                   |
| Victoire | 24–7   | Blagoy Ivanov         | Decision unanime                            | UFC Fight Night: Lewis vs. Spivac         | 4 février 2023    | 3     | 5:00  | Las Vegas, Nevada, États-Unis             |                                                   |
| Victoire | 23–7   | Alexander Romanov     | Decision majoritaire                        | UFC 278: Usman vs. Edwards II             | 20 août 2022      | 3     | 5:00  | Salt Lake City, Utah, États-Unis          |                                                   |
| Défaite  | 22–7   | Alexander Volkov      | Decision unanime                            | UFC 267: Błachowicz vs. Teixeira          | 30 octobre 2021   | 3     | 5:00  | Abou Dabi, Émirats arabes unis            |                                                   |
| Victoire | 22–6   | Walt Harris           | TKO                                         | UFC Fight Night: Rozenstruik vs. Sakai    | 5 juin 2021       | 1     | 4:06  | Las Vegas, Nevada, États-Unis             | Performance de la soirée.                         |
| Victoire | 21–6   | Greg Hardy            | TKO                                         | UFC Fight Night: Thompson vs. Neal        | 19 décembre 2020  | 2     | 4:31  | Las Vegas, Nevada, États-Unis             | Performance de la soirée.                         |
| Victoire | 20–6   | Ben Rothwell          | Decision unanime                            | UFC Fight Night: Moraes vs. Sandhagen     | 11 octobre 2020   | 3     | 5:00  | Abou Dabi, Émirats arabes unis            |                                                   |
| Victoire | 19–6   | Maxim Grishin         | Decision unanime                            | UFC 251: Usman vs. Masvidal               | 12 juillet 2020   | 3     | 5:00  | Abou Dabi, Émirats arabes unis            |                                                   |
| Victoire | 18–6   | Serghei Spivac        | Decision unanime                            | UFC Fight Night: Benavidez vs. Figueiredo | 29 février 2020   | 3     | 5:00  | Norfolk, Virginie, États-Unis             |                                                   |
| Défaite  | 17–6   | Augusto Sakai         | KO (coups de poing)                         | UFC Fight Night: Cowboy vs. Gaethje       | 14 septembre 2019 | 1     | 0:59  | Vancouver, Colombie-Britannique, Canada   |                                                   |
| Défaite  | 17–5   | Shamil Abdurakhimov   | TKO                                         | UFC Fight Night: Overeem vs. Oleinik      | 20 avril 2019     | 2     | 3:15  | Saint-Pétersbourg, Russie                 |                                                   |
| Victoire | 17–4   | Stefan Struve         | Decision unanime                            | UFC Fight Night: Shogun vs. Smith         | 22 juillet 2018   | 3     | 5:00  | Hambourg, Allemagne                       |                                                   |
| Défaite  | 16–4   | Derrick Lewis         | KO (coup de poing)                          | UFC Fight Night: Cowboy vs. Medeiros      | 18 février 2018   | 3     | 2:48  | Austin, Texas, États-Unis                 |                                                   |
| Défaite  | 16–3   | Fabrício Werdum       | Decision unanime                            | UFC Fight Night: Werdum vs. Tybura        | 19 novembre 2017  | 5     | 5:00  | Sydney, Nouvelle-Galles du Sud, Australie |                                                   |
| Victoire | 16–2   | Andrei Arlovski       | Decision unanime                            | UFC Fight Night: Holm vs. Correia         | 17 juin 2017      | 3     | 5:00  | Kallang, Singapour                        |                                                   |
| Victoire | 15–2   | Luis Henrique         | TKO                                         | UFC 209: Woodley vs. Thompson II          | 4 mars 2017       | 3     | 3:46  | Las Vegas, Nevada, États-Unis             |                                                   |
| Victoire | 14–2   | Viktor Pešta          | KO (coup de pied à la tête)                 | UFC Fight Night: Rodríguez vs. Caceres    | 6 août 2016       | 2     | 0:53  | Salt Lake City, Utah, États-Unis          | Performance de la soirée.                         |
| Défaite  | 13–2   | Timothy Johnson       | Decision unanime                            | UFC Fight Night: Rothwell vs. dos Santos  | 10 avril 2016     | 3     | 5:00  | Zagreb, Croatie                           |                                                   |
| Victoire | 13–1   | Ante Delija           | TKO (blessure à la jambe)                   | M-1 Challenge 61                          | 20 septembre 2015 | 1     | 2:21  | Nazran, Ingouchie, Russie                 | Défend le titre des poids lourds du M-1 Global.   |
| Défaite  | 12–1   | Stephan Puetz         | TKO (arrêt du médecin)                      | M-1 Challenge 57                          | 2 mai 2015        | 3     | 3:48  | Orenbourg, Russie                         | Le titre des poids lourds n'est pas en jeu.       |
| Victoire | 12–0   | Denis Smoldarev       | Soumission (étranglement arrière)           | M-1 Challenge 53                          | 25 novembre 2014  | 1     | 3:35  | Pékin, République populaire de Chine      | Défend le titre des poids lourds du M-1 Global.   |
| Victoire | 11–0   | Damian Grabowski      | Soumission technique (north-south choke)    | M-1 Challenge 50                          | 15 août 2014      | 1     | 1:28  | Saint-Pétersbourg, Russie                 | Remporte le titre des poids lourds du M-1 Global. |
| Victoire | 10–0   | Maro Perak            | TKO                                         | M-1 Challenge 47                          | 4 avril 2014      | 3     | 3:26  | Orenbourg, Russie                         |                                                   |
| Victoire | 9–0    | Konstantin Gluhov     | Soumission (étranglement arrière)           | M-1 Challenge 42: Grand Prix Final        | 20 octobre 2013   | 1     | 4:30  | Saint-Pétersbourg, Russie                 |                                                   |
| Victoire | 8–0    | Chaban Ka             | TKO                                         | M-1 Challenge 41                          | 21 août 2013      | 1     | 2:05  | Saint-Pétersbourg, Russie                 |                                                   |
| Victoire | 7–0    | Denis Komkin          | TKO (abandon)                               | M-1 Challenge 37: Khamanaev vs. Puhakka   | 27 février 2013   | 1     | 5:00  | Orenbourg, Russie                         |                                                   |
| Victoire | 6–0    | Krystian Kopytowski   | TKO (abandon)                               | Gladiator Arena 4                         | 8 décembre 2012   | 3     | 1:53  | Pyrzyce, Pologne                          |                                                   |
| Victoire | 5–0    | Szymon Bajor          | Décision partagée                           | Prime FC 1: Bajor vs. Tybura              | 1er juin 2012     | 3     | 5:00  | Mielec, Pologne                           |                                                   |
| Victoire | 4–0    | Andrzej Kosecki       | Soumission (étranglement arrière)           | OEF: Carphatian Primus Belt Round 2       | 24 février 2012   | 1     | 3:17  | Rzeszów, Pologne                          |                                                   |
| Victoire | 3–0    | Stanisław Ślusakowicz | Soumission (clé de bras en triangle)        | OEF: Carphatian Primus Belt Round 1       | 13 novembre 2011  | 1     | 3:20  | Rzeszów, Pologne                          |                                                   |
| Victoire | 2–0    | Adam Wieczorek        | Decision unanime                            | Polish MMA Championships Finals           | 5 novembre 2011   | 2     | 5:00  | Chorzów, Pologne                          |                                                   |
| Victoire | 1–0    | Robert Marcok         | Soumission (étranglement arrière)           | Polish MMA Championships Finals           | 5 novembre 2011   | 1     | 3:48  | Chorzów, Pologne                          |                                                   |